# Championnat du monde des nations émergentes de rugby à XIII 2000
Navigation
Édition précédente Édition suivante
Le Championnat du monde des nations émergentes de rugby à XIII 2000 (2000 Emerging Nations World Championship en anglais) est la deuxième édition du Championnat du monde des nations émergentes de rugby à XIII. Il s'agit d'un tournoi de rugby à XIII, organisé pour les équipes nationales des « Tier Two » et « Tier Three » (sorte de deuxième et troisième divisions des nations au niveau international) qui se dispute en 2000. Cette édition est également ouverte aux sélections nationales amateurs des grandes nations comme l'Angleterre.  C'est ainsi la sélection britannique amateure de la BARLA  qui remporte le titre.

## Nations participantes
6 sélections (dont cinq nations) participent à cette édition. Les États-Unis et le Maroc sont les deux seules équipes à avoir disputé la précédente édition, la première édition ayant servi de levier au tenant, les Îles Cook qui ont, depuis, rejoint l'élite du rugby à XIII mondial.
Le Japon, l'Italie et le Canada disputent pour la première fois le tournoi. Tournoi dont le niveau se trouve relevé par la présence des anglais de la BARLA, association amateure de rugby à XIII.

## Déroulement de la compétition
Comme en 1995, les équipes sont reparties en deux groupes, cette fois-ci d'un nombre égal d'équipes. Chaque équipe rencontrant une fois les adversaires de son groupe.
Le groupe 1  comprend trois équipes dont celle du futur champion, la  BARLA, le Japon, et le Maroc.
Le groupe 2, sur le papier plus équilibré comprend les États-Unis d'Amérique, le Canada et l'Italie.
Les matchs du groupe 1 sont une simple formalité pour les amateurs britanniques qui battent largement le Japon (54 à 00)  et le Maroc (60-02) n'encaissant que deux points sur deux matchs et qui se qualifient pour la finale. Le Maroc remportant quant à lui sa première victoire dans un tournoi face au Japon (12-08).
L'Italie domine pareillement son groupe, le groupe 2, en battant facilement le Canada (66 à 6) et les États-Unis un peu plus difficilement (40 à 16)
Des matchs de classement ont lieu voyant le Canada rempoter la cinquième place contre le Japon(28-12).
Le Maroc sombre quant à lui face aux États-Unis qui terminent troisième du tournoi (50-10).

## Finale
| 20 novembre 2000 17 h 00 WET | Barla                                                                            | 20 - 14 (12-10) | Italie                                                                             | Ram Stadium, Dewsbury 1 617 spectateurs Arbitre : Bob Connoly |
| 20 novembre 2000 17 h 00 WET | Essai(s) : 3 Fletcher (15e) Mc Hugh (35e) Birdsall (68e) Pénalité(s) : 4 Jackson |                 | Essai(s) : 3 Riolo (11e) Capovilla (39e) Bulgarelli (39e) Pénalité(s) : Bulgarelli | Ram Stadium, Dewsbury 1 617 spectateurs Arbitre : Bob Connoly |
| 20 novembre 2000 17 h 00 WET |                                                                                  |                 |                                                                                    | Ram Stadium, Dewsbury 1 617 spectateurs Arbitre : Bob Connoly |

En finale, c'est au terme d'un match équilibré que les britanniques viennent à bout des azzuri sur le score de 20 à 14 à Deswbury.
La presse anglaise souligne le paradoxe apparent de cette victoire des britanniques dans le tournoi : «  Il n'y a qu'en rugby à XIII qu'un pays qui pratique le sport depuis 105 ans peut gagner une coupe du monde des nations émergentes! ». Mais il ne faut pas oublier que c'est bien une sélection de joueurs amateurs que la Grande-Bretagne a envoyé disputer le tournoi. La BARLA, remporte ainsi le premier titre mondial de l'histoire pour le rugby à XIII amateur.